# Павлиноглазка японская
Павлиноглазка японская, или рыжая японская павлиноглазка, (Caligula japonica) — азиатский вид бабочек из семейства павлиноглазок. Один из двух представителей рода в фауне России.

## Описание

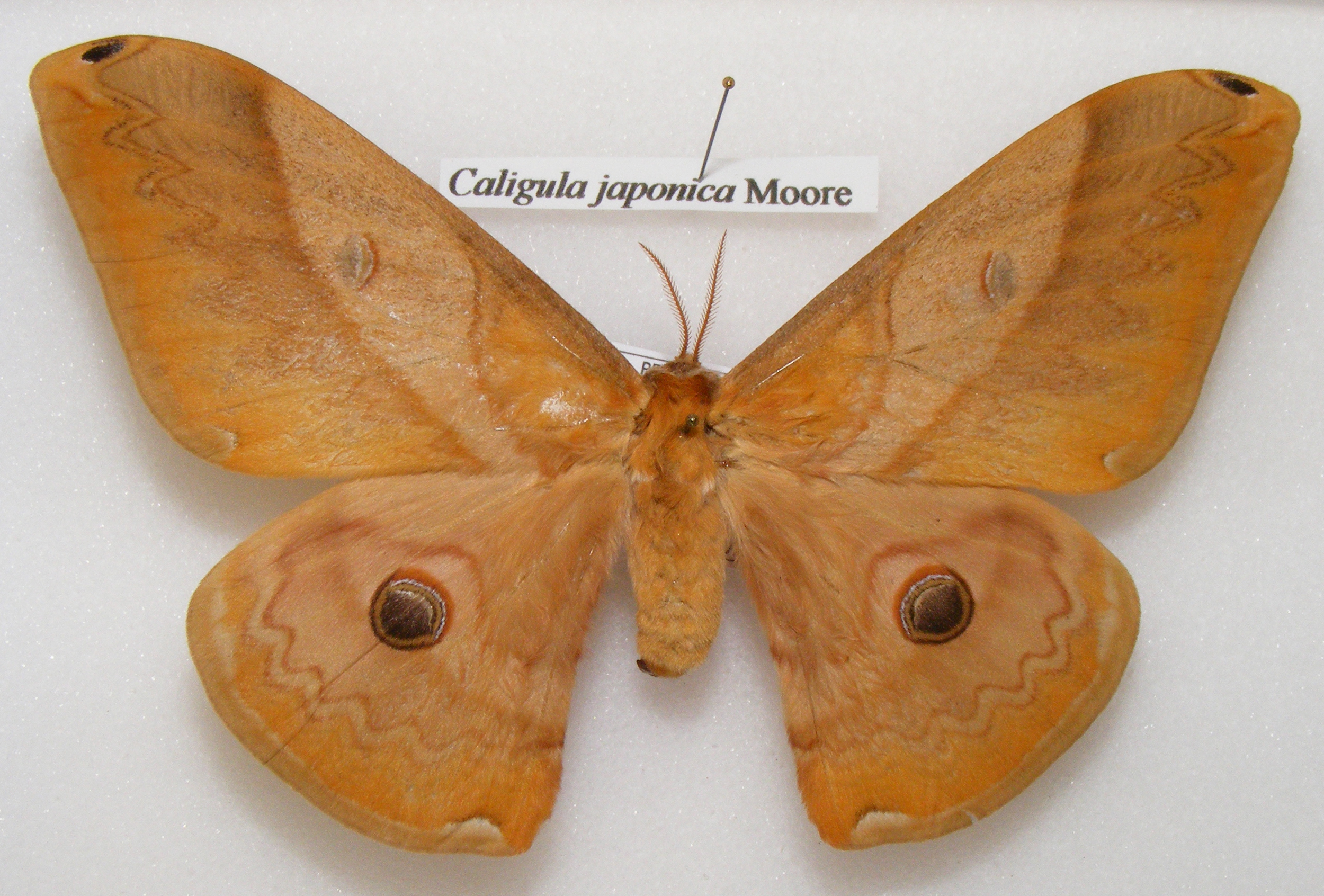
Самка

Размах крыльев до 12,2 см. У самок размах крыльев обычно меньше, чем у самцов. Крылья желтовато-оливкового, буро- или темно-коричневого цвета. Передние крылья с неглубокой, иногда выемкой по наружному краю перед вершиной крыла. Прикраевая кайма на передних крыльях однотонная, окаймляющая её изнутри двойная тёмная линия сильно извилистая на всем своем протяжении, не достигает заднего края крыла. Глазчатые пятна на передних крыльях узкие, поперечно вытянутые, красновато- или коричнево-оливковые. На задних крыльях глазчатые пятна широко-округлые, с крупным бархатисто-чёрным ядром. Усики двусторонне-перистые.

## Ареал
На территории России вид встречаются на юге Хабаровского края (на север до Нанайского района, трассы Лидога-Ванино и Ботчинского заповедника) и в Приморском крае; в 2022 г. обнаружен на юге Курильских островов: на Итурупе и Кунашире. За пределами России ареал включает Японию, полуостров Корею, северный и северо-восточный Китай, Тайвань.

## Биология
Развивается в одном поколении. Время лёта в конце августа — начале октября. Встречается на лесных полянах и опушках, в редколесьях, среди кустарников. Бабочки не питаются (афагия) и живут за счёт запасов питательных веществ, накопленных на стадии гусеницы
Гусеницы питаются на иве, буке, дубе, орехе (Júglans), орехе маньчжурском и других древесных породах.

## Подвиды
- C. japonica japonica
- C. japonica arisana (Shiraki, 1913)
- C. japonica ryukyuensis (Inoue, 1984)